# Barleria repens
Barleria repens är en akantusväxtart som beskrevs av Christian Gottfried Daniel Nees von Esenbeck. Barleria repens ingår i släktet Barleria och familjen akantusväxter. Inga underarter finns listade i Catalogue of Life.

## Bildgalleri

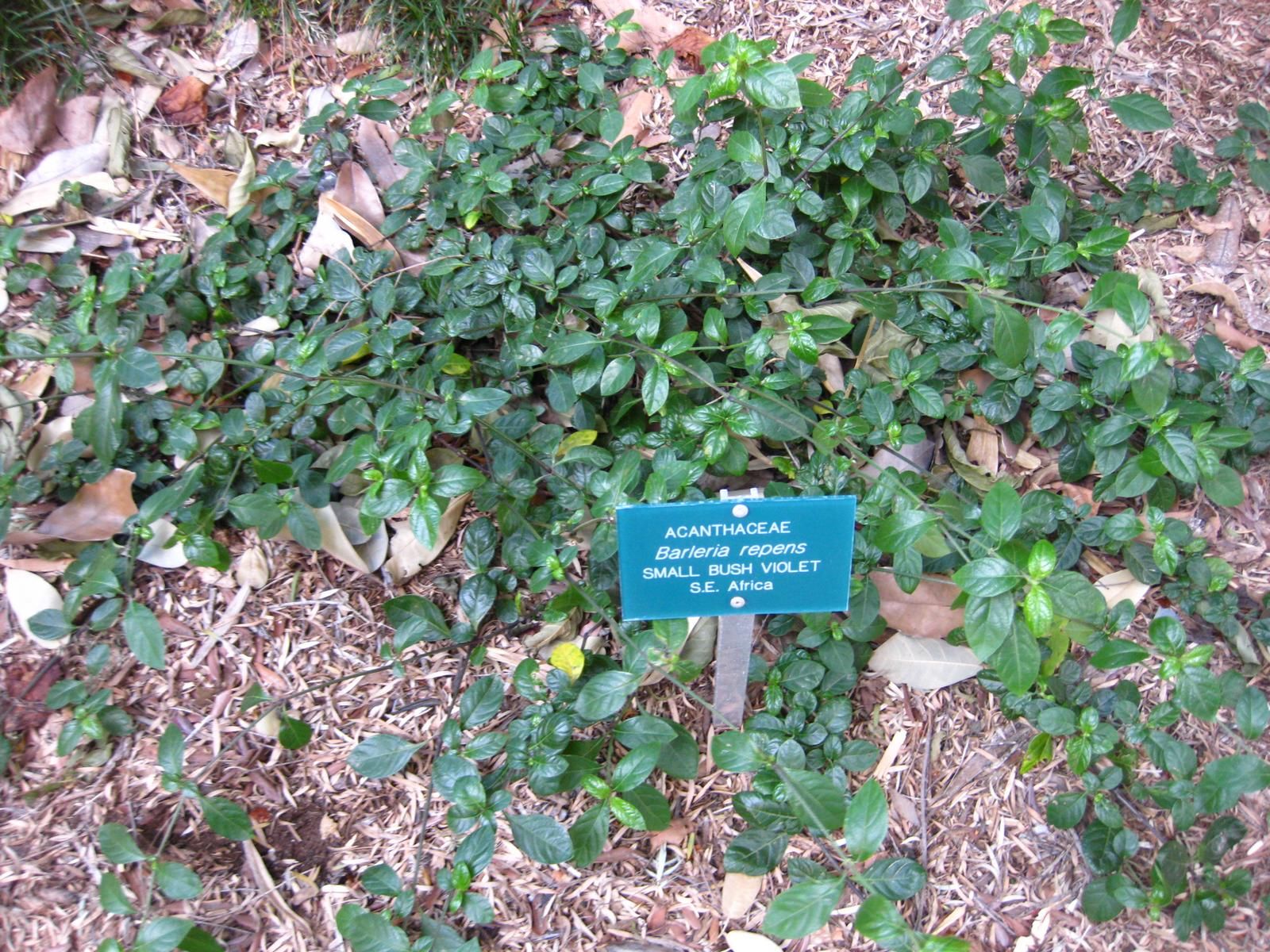
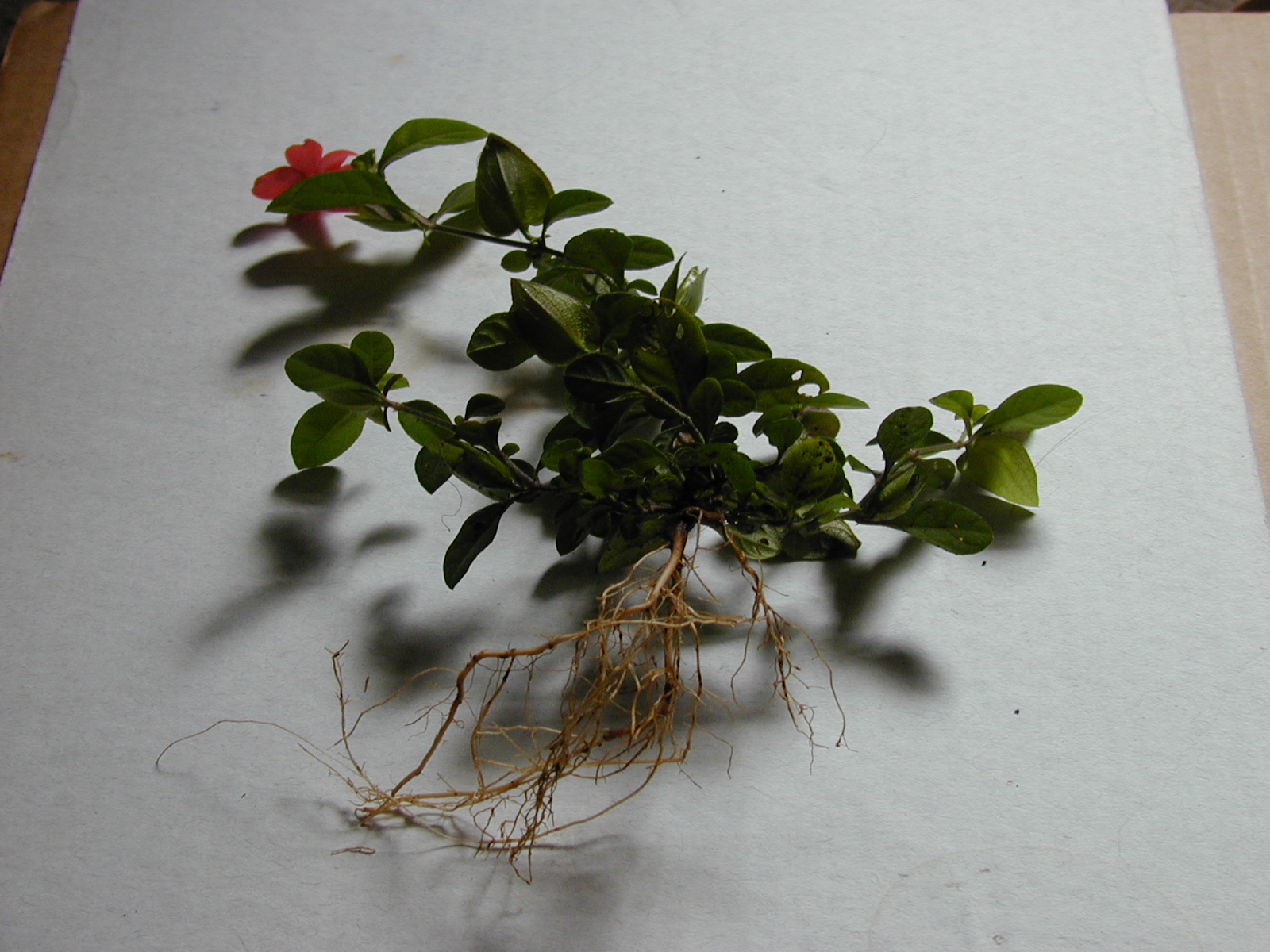
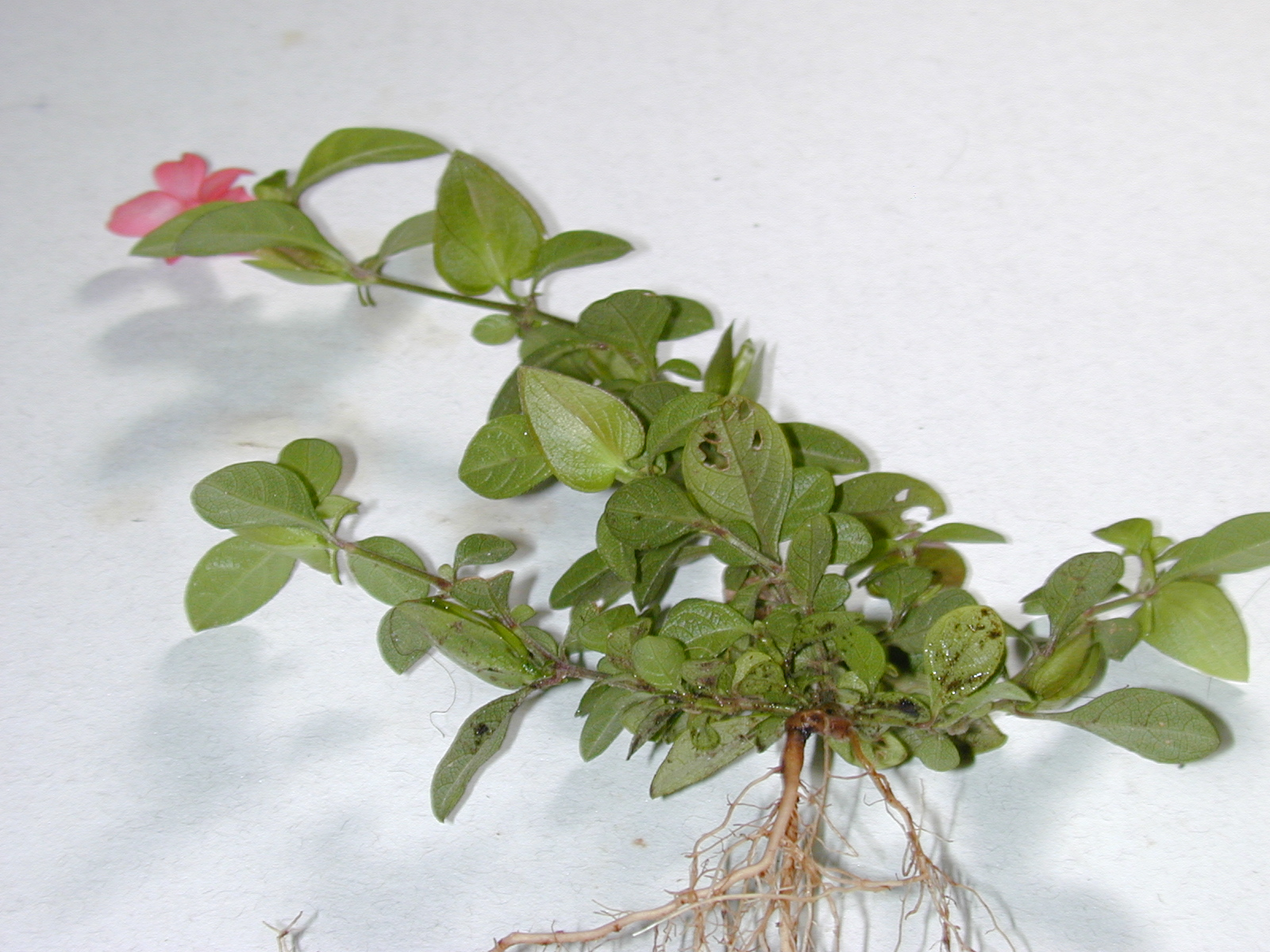
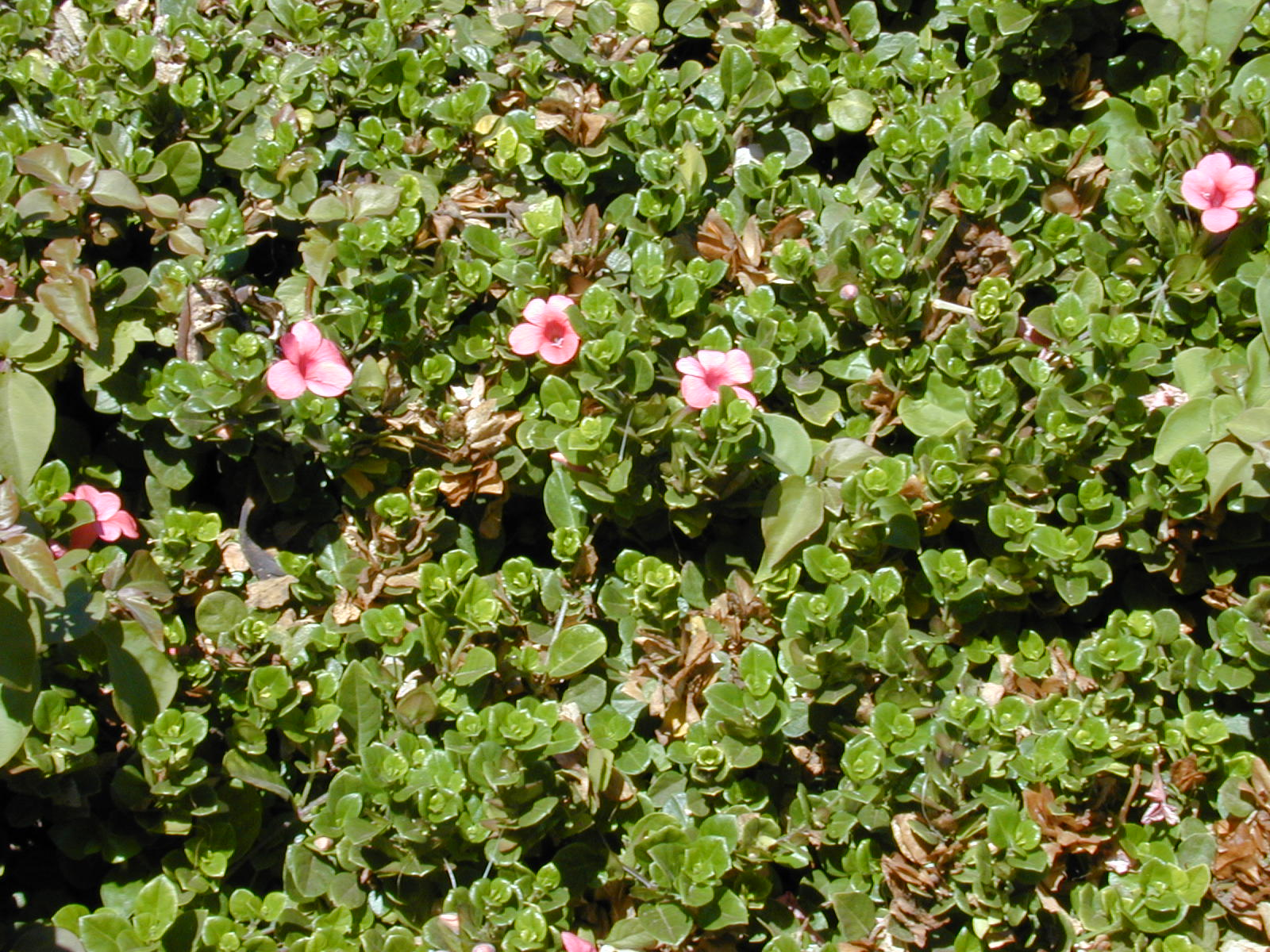
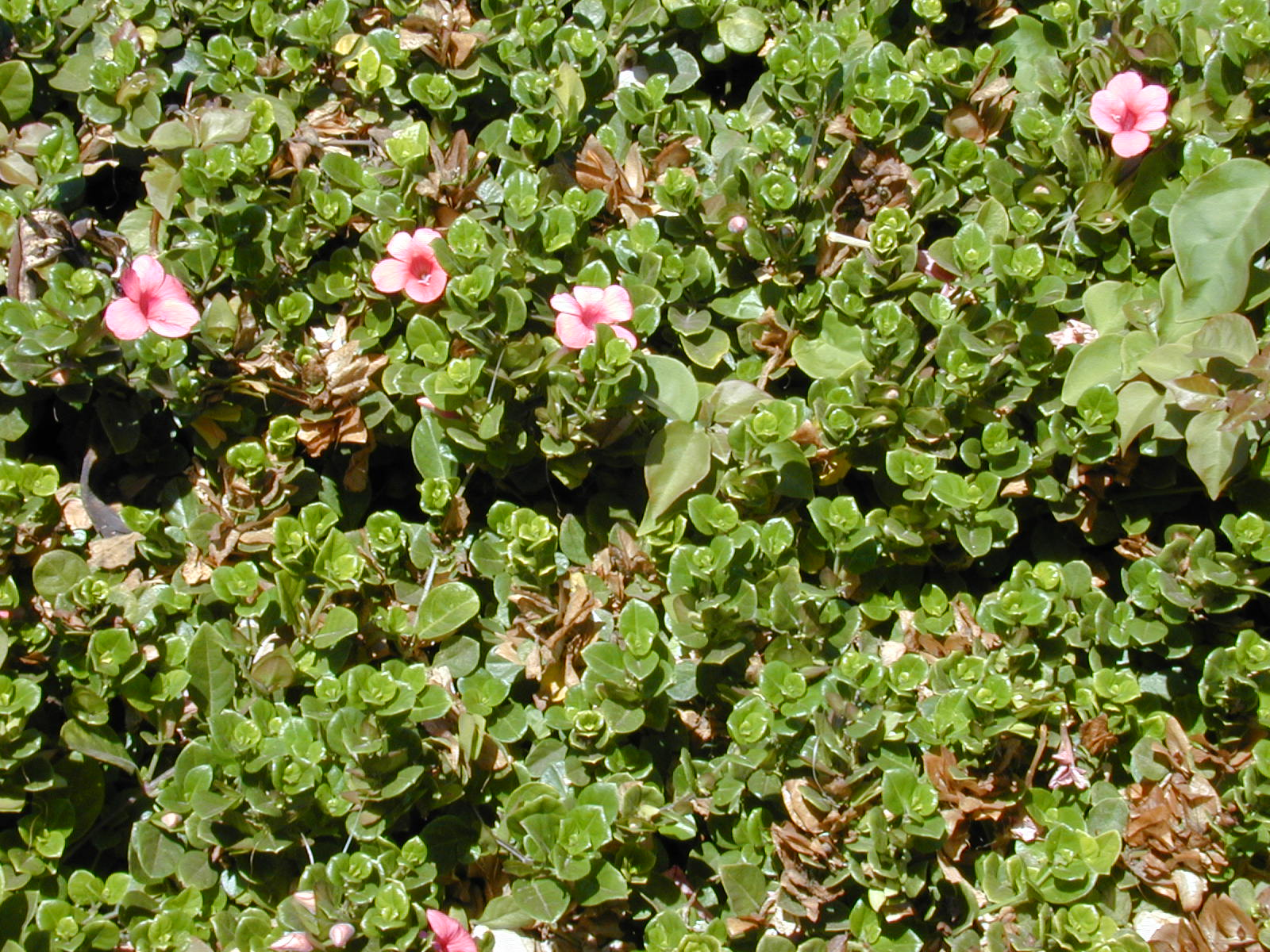